# Маунт-Вулф (Пенсільванія)
Маунт-Вулф (англ. Mount Wolf) — місто (англ. borough) в США, в окрузі Йорк штату Пенсільванія. Населення — 1368 осіб (2020).

## Географія
Маунт-Вулф розташований за координатами 40°3′42″ пн. ш. 76°42′19″ зх. д. / 40.06167° пн. ш. 76.70528° зх. д. (40.061672, -76.705198).  За даними Бюро перепису населення США в 2010 році місто мало площу 1,36 км², уся площа — суходіл.

## Демографія
Згідно з переписом 2010 року, у селищі мешкали 1393 особи в 565 домогосподарствах у складі 392 родин. Густота населення становила 1026 осіб/км².  Було 588 помешкань (433/км²).
Расовий склад населення:
| - 95,0 % — білих - 1,0 % — чорних або афроамериканців - 0,6 % — азіатів - 0,1 % — корінних американців |

До двох чи більше рас належало 2,6 %. Частка іспаномовних становила 3,2 % від усіх жителів.
За віковим діапазоном населення розподілялося таким чином: 22,4 % — особи молодші 18 років, 61,2 % — особи у віці 18—64 років, 16,4 % — особи у віці 65 років та старші. Медіана віку мешканця становила 41,1 року. На 100 осіб жіночої статі у селищі припадало 95,6 чоловіків;  на 100 жінок у віці від 18 років та старших — 92,3 чоловіків також старших 18 років.
Середній дохід на одне домашнє господарство  становив 70 102 долари США (медіана — 56 406), а середній дохід на одну сім'ю — 77 057 доларів (медіана — 63 365). Медіана доходів становила 45 093 долари для чоловіків та 42 176 доларів для жінок. За межею бідності перебувало 7,8 % осіб, у тому числі 11,4 % дітей у віці до 18 років та 4,8 % осіб у віці 65 років та старших.
Цивільне працевлаштоване населення становило 825 осіб. Основні галузі зайнятості: виробництво — 19,5 %, освіта, охорона здоров'я та соціальна допомога — 17,1 %, оптова торгівля — 10,8 %, будівництво — 9,7 %.